# Championnat de France de basket-ball 1949-1950
Navigation
Saison précédente Saison suivante
La saison 1949-1950 du championnat de France de basket-ball de Nationale est la 28e édition du championnat de France masculin de basket-ball, la première sous l'appellation Nationale. Il fait suite au championnat Excellence qui sacrait le champion de France de 1921 à 1949.

## Présentation
Jusqu'à la saison 1955-56, le championnat sera officiellement dénommé Prix Dubonnet, du nom de la marque de spiritueux qui parraine la compétition. La coupe de France prendra le nom de Challenge Dubonnet, puis Challenge Évian.
16 équipes sont regroupées en 2 groupes.
On peut dénombrer 8 équipes parisiennes, dont 5 patronages.
Certaines équipes ne possèdent pas de terrain couvert et doivent jouer en extérieur (La Rochelle, Montbrison, Tours)
La saison régulière se déroule du 2 octobre 1949 au 2 avril 1950, chaque équipe rencontre les autres équipes du même groupe en match aller-retour.
Les 2 premiers de chaque groupe sont qualifiés pour les demi-finales

## Équipes participantes
Groupe A
- Club Sportif Municipal d'Auboué
- Championnet Sports
- Rupella la Rochelle
- Union Sportive des Métropolitains
- Football Club de Montbrison
- Union Sportive de Pont-L'Évêque
- Racing club de France
- Association Sportive de Villeurbanne Éveil Lyonnais

Groupe B
- Avia Club
- Enfants de la Valserine de Bellegarde
- Hirondelles des Coutures
- Association Sportive de Monaco
- Paris Université Club
- Sporting Club de Préparation Olympique
- Racing Club Municipal de Toulouse
- ASPO Tours

## Classement final de la saison régulière
La victoire rapporte 3 points, le match nul 2 points, la défaite 1 point. 